# الکس کاسترو
الکس کاسترو (انگلیسی: Álex Castro؛ زادهٔ ۲۰ دسامبر ۱۹۷۴) بازیکن فوتبال اهل اسپانیا است.
از باشگاه‌هایی که در آن بازی کرده‌است می‌توان به باشگاه فوتبال لاس پالماس اشاره کرد.